# وجاك
[[تصنيف:مقالات يتيمة منذ ديسمبر 2020
.]][[تصنيف:مقالات يتيمة منذ 0Str_index/getchar - Unknown code "*ديسمبر 2020
- "Str_index/getchar - Unknown code "*ديسمبر 2020

سوري داعش
ك (بالإنجليزية والبولندية: Wojak) والمعروف أيضًا باسم شعور الرجل، هو ميم على الإنترنت. رسم كاريكاتوري بسيط ومخطط باللون الأسود لرجل أصلع حزين، يتم استخدامه للتعبير بشكل عام عن المشاعر مثل الكآبة أو الندم أو الوحدة.

## التاريخ
كان «وجاك» في الأصل لقب المستخدم البولندي سيباستيان جروديكي،  على اللوحة «الدولية» باللغة الإنجليزية في لوحة الصور الألمانية البائدة كراوتشان. بدأ في نشر الصورة التي أصبحت تُعرف لاحقًا باسم وجاك في وقت ما في عام 2010 تقريبًا، وغالبًا ما كانت مصحوبة بعبارة النموذج «هذا الشعور عندما اكس» مع المتغيرات. نشأ كل من الوجه وعبارة «الذي يشعر به عندما اكس» من لوحة صورة بولندية تسمى فيشان. انتشر إلى لوحات الصور الدولية الأخرى، بما في ذلك فورتشان، حيث بحلول عام 2011 اكتسبت صورة لشخصين من وجاك يعانقان بعضهما البعض تحت التسمية التوضيحية «أنا أعلم أن إحساس أخي» اكتسبت شعبية. تم إقران وجه ووجاك أيضًا بعبارة «التي تشعر» أو «التي تشعر عندما»، وغالبًا ما يتم اختصارها إلى «تفو».
غالبًا ما تقترن المتغيرات اللاحقة وجاك بالشخصية الأصلية غير المرتبطة بـ الضفدع بيب. تباينت العلاقة بين هذه الشخصيات بشكل كبير اعتمادًا على الفنان، حيث كان بيبي أحيانًا يقدم لوجاك الرفقة وأحيانًا يعرضه إلى الإساءة العنيفة والفظية.

## متغيرات ملحوظة

### صويجاك
صويجاك هو لفظ منحوت لكلمتي «صويا» و«وجاك»، وهو صنف من الوجاك يحوي خصائص مشابهة لتلك الموجودة في صبي الصويا.

### الشخصية غير القابلة للعب
في أكتوبر 2018 أصبح وجاك ذو الوجه الرمادي، والأنف المدبب، والفراغ، وتعبير الوجه الخالي من المشاعر يُدعى «الشخصية غير القابلة للعب وجاك»، تمثيلًا مرئيًا شائعًا للأشخاص الذين يفترض أنهم لا يستطيعون التفكير بأنفسهم أو اتخاذ قراراتهم بأنفسهم، وذلك بمقارنتها بـ شخصية غير قابلة للعب آلية بالكمبيوتر داخل لعبة فيديو. اكتسبت الشخصية الغير قابلة للعب وجاك شهرة على الإنترنت.  اكتسب الميم اهتمامًا إعلاميًا، في البداية في كوتاكو ونيويورك تايمز، نظرًا لاستخدامه في محاكاة عقلية القطيع المتصورة لليسار الأمريكيين. نُسب هذا الاستخدام للميم إلى أنصار دونالد ترامب.  تم تعليق حوالي 1500 حساب على تويتر يتظاهرون زورًا بأنهم نشطاء ليبراليون مع ميمي الشخصية الغير قابلة للعب كصورة للملف الشخصي بزعم نشر معلومات خاطئة حول انتخابات الولايات المتحدة لعام 2018. في 13 كانون الثاني (يناير) 2019 اختطفت مجموعة فنية محافظة تُعرف باسم «الفصيل» لوحة إعلانات في الوقت الحقيقي مع بيل ماهر، واستبدلت صورة ماهر بصورة الشخصية غير القابلة للعب وجاك.

### كومر
في نوفمبر 2019 اكتسب "وجاك كومر شعبية مع تحدي " نو نات نوفمبر ". يصور كومر محرر وجاك بشعر أشعث ولحية غير مرتبة، لزيادة الوعي حول إدمان المواد الإباحية. يمكن أن يُعزى الكثير من شعبية هذه الميم إلى "تحدي كومر"، وهو اتجاه فيروسي على الإنترنت تجرأ الناس على الامتناع عن ممارسة العادة السرية طوال شهر نوفمبر، وتغيير صورة ملفهم الشخصي إلى صورة كومر إذا فشلوا.

### دومر
المحطم هو صورة ماكرو ونموذج أصلي للشخصية ظهر لأول مرة في فورتشان. تُصوِّر الصورة وجاك في قبعة صغيرة يدخن سيجارة. غالبًا ما يجسد النموذج الأصلي العدمية واليأس، مع الإيمان بالنهاية الأولية للعالم لأسباب تتراوح من نهاية العالم إلى ذروة النفط إلى إدمان المواد الأفيونية (محليًا).   ظهرت الميم لأول مرة على 4chan's / r9k / board في سبتمبر 2018.
بدأ تنسيق ميم ذي الصلة، «فتاة مصيرها» في فورتشان يناير 2020، وسرعان ما انتقل إلى مجتمعات أخرى عبر الإنترنت، بما في ذلك ريدت وتمبلر، غالبًا من قبل النساء اللائي يطالبن به من أصول فورتشان.  وصفت اتلانتس هذا الشكل بأنه «امرأة كرتونية مرسومة بسرعة بشعر أسود وملابس سوداء وعيون حزينة محاطة بمكياج أحمر». غالبًا ما تظهر شخصية فتاة المصير في وحدات ماكرو للصور تتفاعل مع شخصية المصير الفيأصلي.